# Private Eye
„Private Eye” – brytyjski opiniotwórczy dwutygodnik satyryczny, poświęcony aktualnym wydarzeniom na świecie i w Wielkiej Brytanii, wytykający postaciom publicznym ich niekompetencję, brak efektywności, korupcję i egoizm.
Historia magazynu datuje się od połowy lat 50. XX wieku, kiedy uczniowie Shrewsbury School (założonej w XVI wieku szkoły w Shrewsbury w zachodniej Anglii), Richard Ingrams i Paul Foot wraz z kolegami zaczęli wydawać swoją szkolną gazetkę. Później, kiedy trafili na Uniwersytet Oksfordzki dołączyli do nich inni studenci, z którymi wspólnie redagowali swoje pismo. W tym okresie utrwalił się tytuł czasopisma, a dzięki wsparciu finansowemu właściciela klubu studenckiego studencka gazeta zyskała podstawę do przejścia na profesjonalizm, co nastąpiło w 1961 r. Pierwszym redaktorem naczelnym był jeden z założycieli pisma, Richard Ingrams. W 1986 roku zastąpił go Ian Hislop.
„Private Eye” należy do najlepiej sprzedających się czasopism tego typu na rynku brytyjskim: w drugiej połowie roku 2009 sprzedaż magazynu była najlepsza od 1992 r. i wyniosła średnio 210 218 egzemplarzy.